# Прљаве сестре
Прљаве сестре су српска музичка група из Ниша. У својим песмама кроз гаражни звук спајају утицаје рокабилија, ритма и блуза, Американе и инди рока.

## Историја

### Почеци и основни подаци
Групу Прљаве сестре су у јуну 2014. године основали Милош Павловић (вокал, гитара) и Петар Милосављевић (бас-гитара, усна хармоника). Будући да састав у почетку није имао бубњара, Павловић и Милосављевић су демо снимке начинили уз помоћ софтвера за куцање ритмова. Крајем 2014. нашли су се међу одабранима на конкурсу нишке организације БАУК и тако су добили прилику да за потребе компилације Урбаниш 2 сниме песму Све ће забаве бити исте. Компилација се појавила већ крајем јануара наредне године, а њихова песма је убрзо потом уврштена на домаћу топ-листу Радија Б92.
У марту 2015. групи се прикључио бубњар Марко Насков и од тада Прљаве сестре функционишу као трио. Први наступ одржали су 9. априла 2015. у нишком клубу Фидбек, а том приликом имали су улогу домаће подршке на концерту америчког блуз рок састава John the Conqueror.
У јулу 2016. освојили су прво место на такмичењу демо бендова у оквиру сокобањског Грин харт фестивала.

### 2016—2019: Албум првенац
Током лета 2017. забележили су прве наступе на фестивалима Егзит и Нишвил.

### 2019—данас:Најгоре тек долази
Коначно, албум Најгоре тек долази појавио се 29. маја 2020. и представља заједнички издавачки подухват Поп депресије и колектива Кишобран. У значајној мери је био обојен блиском сарадњом Прљавих сестара са Бохемијом, нишким психоделичним саставом у коме такође свирају Павловић и Стоиљковић. Чак троје чланова Бохемије је гостовало на овом издању — Јанко Џамбас, Дина Абу Мајале и Димитрије Мандић. Поред тога, Џамбас је и продуцирао албум, а Дина је била ауторка спотова за прва два сингла.

## Чланови

### Садашњи
- Милош Павловић [а] — вокал, гитара
- Петар Милосављевић — бас-гитара, усна хармоника
- Милан Стоиљковић [б] — бубањ, пратећи вокал

### Бивши
- Марко Насков — бубањ

## Дискографија

### Албуми
- Прљаве сестре (2016)
- Најгоре тек долази (2020)

### Учешћа на компилацијама
- Урбаниш 2 (2015) — песма Све ће забаве бити исте
- : утицаји британске музике у Србији (2017) — песма